# Asiento peligroso

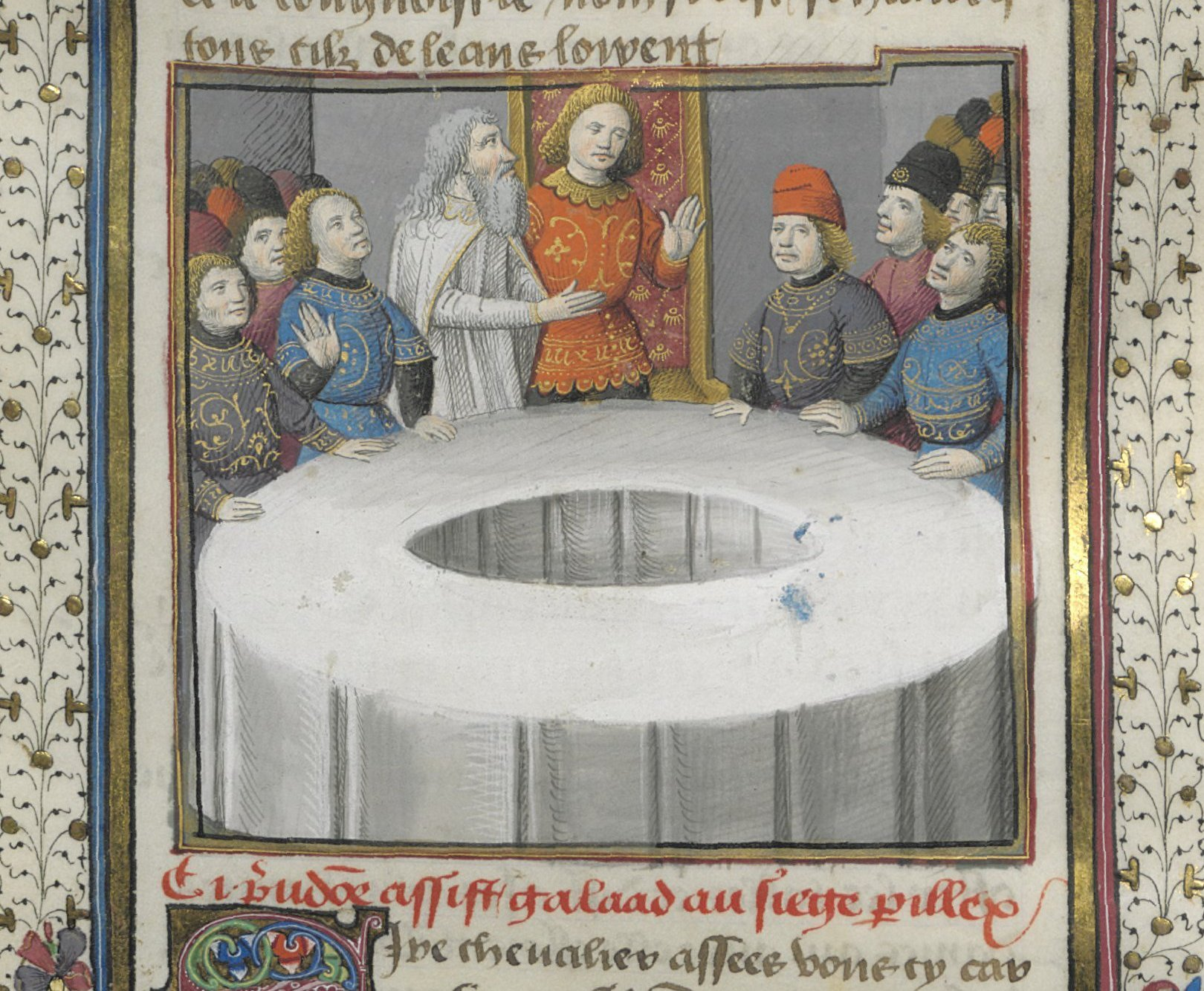
Sir Galahad ocupa el «asiento peligroso».

En las leyendas artúricas, el asiento peligroso (Siege Perilous, Siège périlleux) era un asiento de la Mesa Redonda de la corte del rey Arturo.  El mago Merlín reservó el asiento para que fuera ocupado únicamente por aquel caballero que estuviera destinado a encontrar el Santo Grial.  De este modo, el asiento estaba siempre vacante, y ocuparlo sin ser digno del mismo, era fatal.  Sir Galahad era el caballero más puro y honorable de la Mesa Redonda, y lo ocupó en cuanto fue armado caballero por su padre, Sir Lancelot.
- Datos: Q3173860